# Dillon Sheppard
Dillon Sheppard, né le 27 février 1979 à Durban en Afrique du Sud, est un footballeur international sud-africain, qui évolue au poste de défenseur. 

## Biographie

### Carrière en club
Au cours de sa carrière de joueur, Dillon Sheppard dispute notamment 4 matchs en première division russe, 10 matchs en première division grecque, et 276 matchs en première division sud-africaine, pour 23 buts inscrits.

### Carrière internationale
Dillon Sheppard compte 18 sélections avec l'équipe d'Afrique du Sud entre 2000 et 2007.
Il est convoqué pour la première fois en équipe d'Afrique du Sud par le sélectionneur national Trott Moloto, pour un match de la  Coupe COSAFA 2000 contre Maurice le 29 avril 2000. Le match se solde par une victoire 3-0 des Sud-Africains.
Il fait partie de la liste des 22 joueurs sud-africains sélectionnés pour disputer la CAN de 2002 au Mali, où il joue une seule rencontre contre le Maroc. L'Afrique du Sud est éliminée aux stade des quarts de finale.
Il reçoit sa dernière sélection le 12 septembre 2007 contre l'Uruguay lors d'un match amical. La rencontre se solde par un match nul et vierge (0-0).

## Palmarès
- Avec le Seven Stars
  - Champion d'Afrique du Sud de D2 en 1998

- Avec le Mamelodi Sundowns
  - Champion d'Afrique du Sud en 2006 et 2007
  - Vainqueur de la Coupe d'Afrique du Sud en 2008

- Avec Bidvest Wist FC
  - Championnat d'Afrique du Sud en 2017